# Ivo Martinović
Ivo Martinović TOR (ur. 28 czerwca 1965 w Županji) – chorwacki duchowny katolicki, biskup pożedzki od 2024.

## Życiorys
Święcenia kapłańskie otrzymał 28 czerwca 1992 w Trzecim Zakonie Regularnym. Pracował głównie w zakonnych parafiach, był także m.in. radnym prowincjalnym, wychowawcą w niższym seminarium w Splicie, dyrektorem komisji ds. formacji stałej przy Chorwackiej Konferencji Zakonników oraz prowincjałem.
11 marca 2024 papież Franciszek mianował go ordynariuszem diecezji Požegi.
8 czerwca 2024 otrrzymał święcenia biskupie w Katedrze św. Teresy z Ávili w Požedze. Udzielił mu ich arcybiskup Dražen Kutleša. 